# Nalibaki

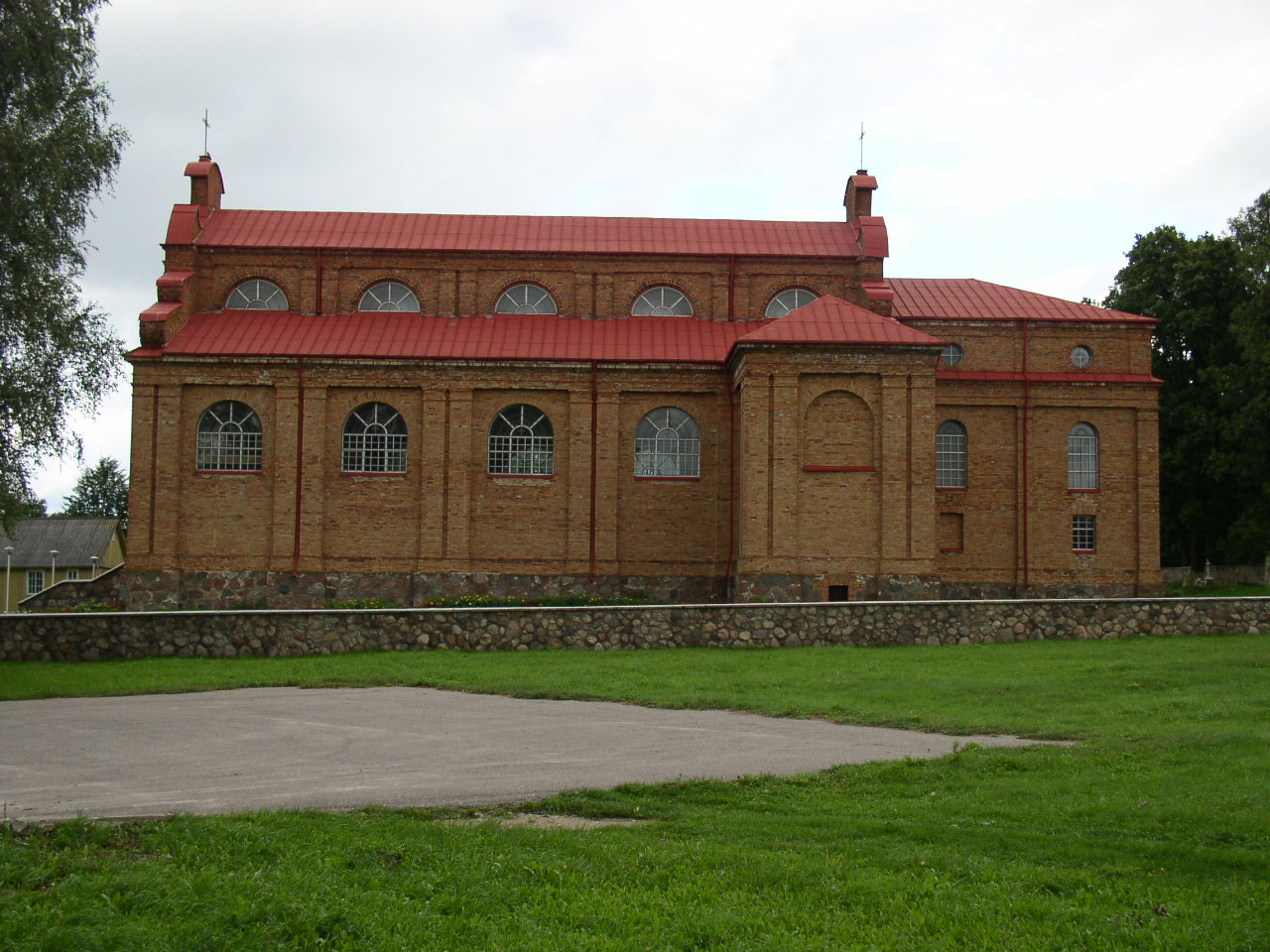
Kloster St. Mariä Himmelfahrt

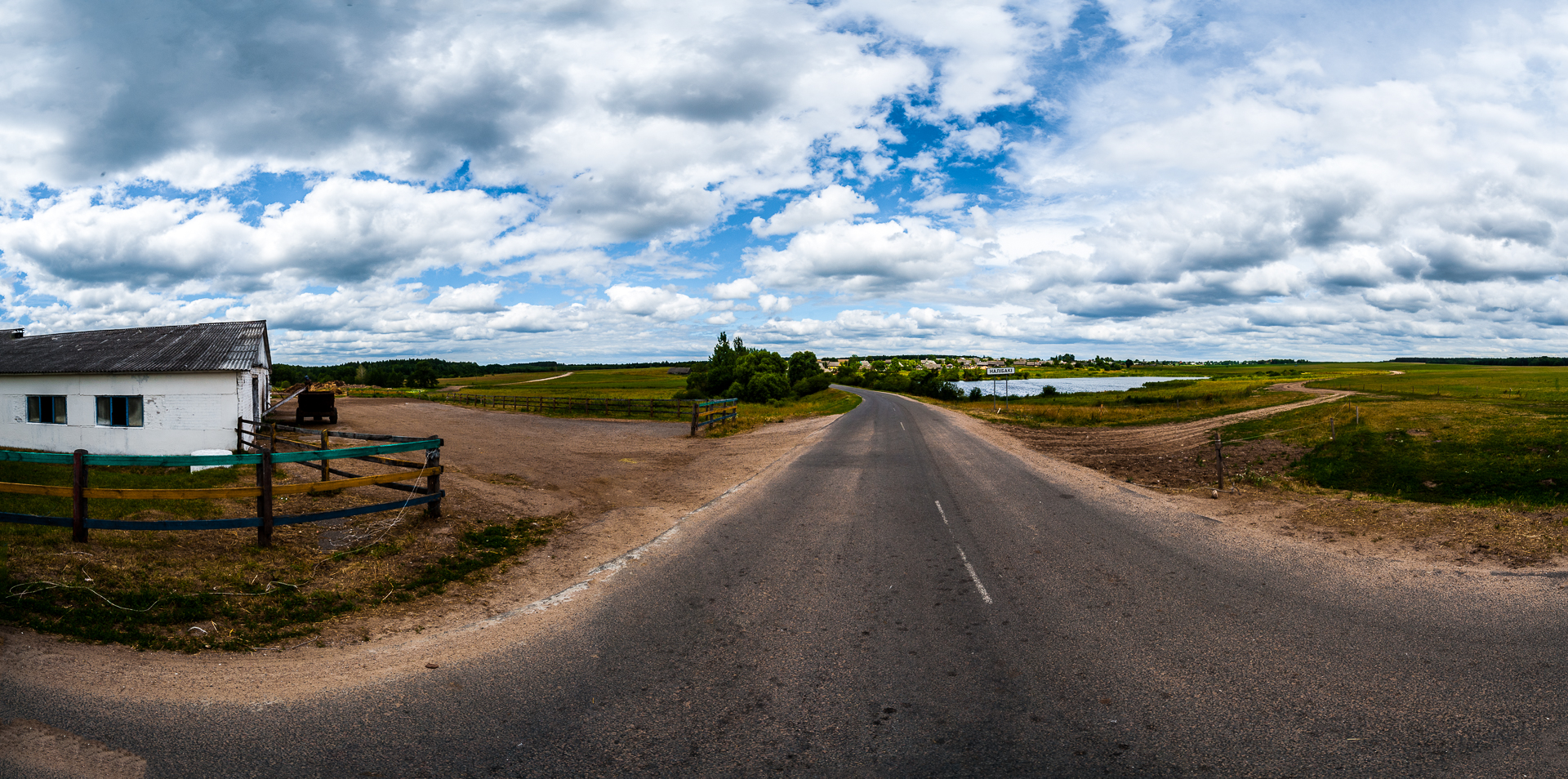
Panoramaaufnahme von Süden

Nalibaki (belarussisch Налібакі, russisch Налибоки) ist ein Dorf im Rajon Stoubzy in der Minskaja Woblasz in Belarus. Das Dorf liegt im nördlichen Teil des Rajons und gehört zum Selsawet Nalibaki.

## Massaker von Nalibaki
Während der deutschen Besetzung wurde das bis zum Zweiten Weltkrieg in Ostpolen liegende Dorf am 8. Mai 1943 gegen 5 Uhr morgens von den im Nalibaki-Wald stationierten sowjetischen Partisanen der Stalin-Brigade, unter ihnen jüdische Partisanen, überfallen und ausgeraubt. Der Angriff dauerte etwa 2–3 Stunden, dabei wurden mindestens 128 polnische Zivilisten, vorwiegend Männer, aber auch 3 Frauen, männliche Jugendliche und ein zehnjähriges Kind getötet und etliche Gebäude niedergebrannt. Bei den Ermordeten handelte es sich um wirkliche oder vermutete Mitglieder der im Ort im August 1942 als Reaktion auf Plünderzüge der Partisanen und kriminellen Banden gegründeten polnischen Selbstverteidigung (Bürgerwehr). Die sowjetische Seite brach überraschend den bisher herrschenden Nichtangriffspakt zwischen den Partisanen und der Bürgerwehr. In den Meldungen der sowjetischen Partisanen wurde der Angriff als Ausschaltung einer deutschen Garnison dargestellt, in Wirklichkeit waren zur Zeit des Angriffs keine Deutschen im Ort.

## Sehenswürdigkeiten
Auf dem Gelände des Friedhofs befindet sich das im Jahre 1900 errichtete Kloster St. Mariä Himmelfahrt. 2005–2006 wurde im Dorf die Kirche des Erzengels Michael gebaut.
Das Dorf ist vom Landschaftsschutzgebiet Nalibokskaja Puschtscha (Nalibokier Heide) umgeben. Der Name des Naturreservats leitet sich vom Namen des Dorfes ab.

## Söhne und Töchter
- Ingrid Ohlenschläger (1926–1999), Schauspielerin, Kabarettistin, Sängerin und Hörspielsprecherin